# Carlos de Valois-Angolema
Carlos de Valois-Angolema (em francês:  Charles d'Angoulême; Château du Fayet, Delfinado, 28 de abril de 1573 – Paris, 24 de setembro de 1650) foi um bastardo real francês, conde de Auvérnia, duque de Angolema e memorialista.

## Biografia
Carlos de Valois era filho ilegítimo de Carlos IX e Maria Touchet. Nasceu no Château de Fayet no Delfinado em 1573. Seu pai, morrendo no ano seguinte, recomendou-o aos cuidados e proteção de seu irmão mais novo e sucessor, Henrique III, que cumpriu fielmente a missão. Sua mãe então se casou com François de Balzac, marquês d'Entragues. Uma de suas filhas (meia-irmã de Carlos), chamada Catarina Henriqueta, depois tornou-se amante de Henrique IV.
Carlos de Valois foi cuidadosamente educado e foi destinado aos Cavaleiros de Malta. Com a idade de dezesseis anos, alcançou uma das mais altas dignidades da ordem, sendo nomeado Grão-Prior da França. Pouco depois, herdou grandes propriedades deixadas por sua avó paterna Catarina de Médici, de uma das quais ele tomou o título de conde de Auvérnia.

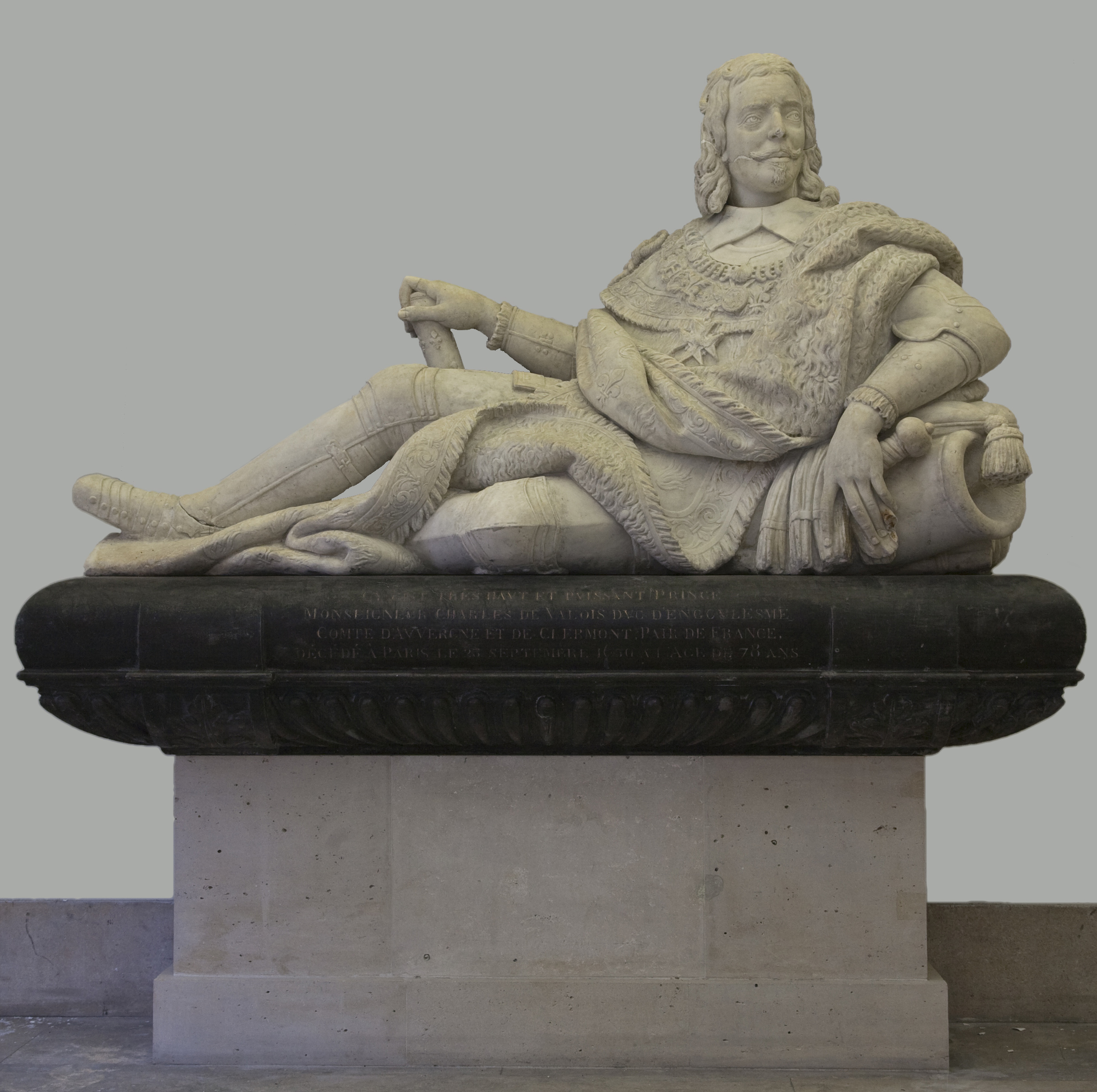
Estátua de Carlos de Valois-Angolema

Em 1589 Henrique III foi assassinado, mas no leito de morte, pediu ao seu sucessor, Henrique IV, que continuasse a cuidar de Carlos. Carlos recebeu então, o posto de coronel da cavalaria, e serviu nas campanhas durante a primeira parte do reinado de Henrique IV. Mas a ligação afetiva entre o rei e Madame Verneuil parece ter sido muito desfavorável para Carlos, e em 1601 ele se envolveu na conspiração formada pelos Duques de Saboia, Biron e Bulhão, um dos objetivos era forçar Henrique a separar-se sua mulher e casar com a marquesa. A conspiração foi descoberta; Biron e Bulhão foram presos e Biron executado. Carlos foi solto após alguns meses na prisão, principalmente devido à influência de sua meia-irmã, de sua tia, a duquesa de Angolema e de seu sogro.
Carlos então se envolveu em novas intrigas junto à corte de Filipe III da Espanha, agindo em conjunto com Madame de Verneuil e seu pai d'Entragues. Em 1604 d'Entragues e Carlos foram presos e condenados à morte; no mesmo período, a marquesa foi condenada à prisão perpétua em um convento. Ela facilmente obteve o perdão, e a sentença de morte contra os outros dois foi comutada para prisão perpétua. Carlos permaneceu na Bastilha por onze anos, de 1605 a 1616. Um decreto do parlamento (1606), obtido por Margarida de Valois, o privou de quase todos os seus bens, incluindo Auvérnia, embora ele ainda mantivesse o título. Em 1616 Carlos foi libertado, foi-lhe restabelecido o posto de coronel-general da cavalaria, e foi enviado para lutar contra um dos nobres descontentes, o duque de Longueville, que tomou Péronne. No ano seguinte, comandou as forças formadas na Ilha de França, e obteve alguns sucessos.
Em 1619 recebeu por herança, ratificada em 1620 pela subvenção real, o ducado de Angolema. Logo depois foi designado para uma embaixada importante no Sacro Império Romano-Germânico, cujo resultado foi o Tratado de Ulm, assinado em julho de 1620. Em 1627, comandou as grandes forças montadas no cerco de La Rochelle; e alguns anos depois em 1635, durante a Guerra dos Trinta Anos, foi general do exército francês na Lorena. Em 1636 foi nomeado tenente-general do exército. Parece ter se retirado da vida pública logo após a morte de Richelieu em 1643.

## Vida pessoal
Sua primeira esposa morreu em 1636, e em 1644 se casou com Francisca de Narbonne, filha de Carlos, Barão de Mareuil. Ela não teve filhos e sobreviveu a seu marido até 1713. Angolema morreu em 24 de setembro de 1650. Com sua primeira esposa teve três filhos:
- Henrique, que se tornou insano;
- Luís Emanuel de Valois-Angolema, que sucedeu seu pai como duque de Angolema e foi coronel-general da cavalaria ligeira e governador da Provença; e
- Francisco, que morreu em 1622.

Carlos também teve dois filhos ilegítimos, Antonio Carlos Luís e Carlos (avô de Cotilde de Valois). Sua neta Maria Francisca de Valois casou com Luís, Duque de Joyeuse.

## Obras
O duque foi autor das seguintes obras:
1. Mémoires, do assassinato de Henrique III até a batalha de Arques (1589-1593) publicado em Paris por Boneau, e reimpresso por Buchon em seu Choix de Chroniques (1836) e por Petitot em suas Mémoires (1ª série, vol. xliv.);[3]
2. Les Harangues, prononcés en assemblée de MM. les princes protestants d'Allemagne, par Monseigneur le duc d' Angolema (1620);[3]
3. uma tradução de uma obra espanhola de Diego de Torres.[3]

A ele também foi atribuída a obra, La générale et fidèle Rélation de tout ce qui s'est passé en l'isle de Ré, envoyée par le roi à la royne sa mère (Paris, 1627).